# Бердянська агломерація
Бердянська агломерація — агломерація з центром у місті Бердянськ.
Своєму розвиткові зобов'язана морському порту, збудованому при зручній гавані в затоці Бердянської коси. Лимани на її території містять унікальні цілющі грязі.